# 朱延豐
朱延豐（1906年8月21日—1969年3月23日），字漢新，別號季子。江蘇蕭縣人。1950年在江蘇省第七選區遞補當選第一屆立法委員。

## 生平[2][3]
- 蕭縣縣立第一高等小學
- 南京東大附中
- 國立清華大學歷史系
- 國立清華大學文學士、研究院歷史學部碩士
- 英國牛津大學近代史學部碩士、法國巴黎大學專習歐洲史
- 北京大學研究所及法國東方語言學校研究
- 德國波昂大學東方學院講座
- 國立河南大學、東北大學、中央大學、四川大學歷史系教授
- 國立中山大學歷史系教授兼語言歷史研究所主任
- 中印學會總幹事
- 國立臺灣師範大學及私立東海大學敎授
- 卡諾拉多大學及弗羅里達州立大學講學
- 民國58年3月23日病故[4]